# Martine Bijl
Pour les articles homonymes, voir Bijl.
Martine Bijl (née le 19 mars 1948 à Amsterdam et morte le 30 mai 2019 à Maarssen) est une chanteuse, écrivaine et actrice néerlandaise.

## Biographie

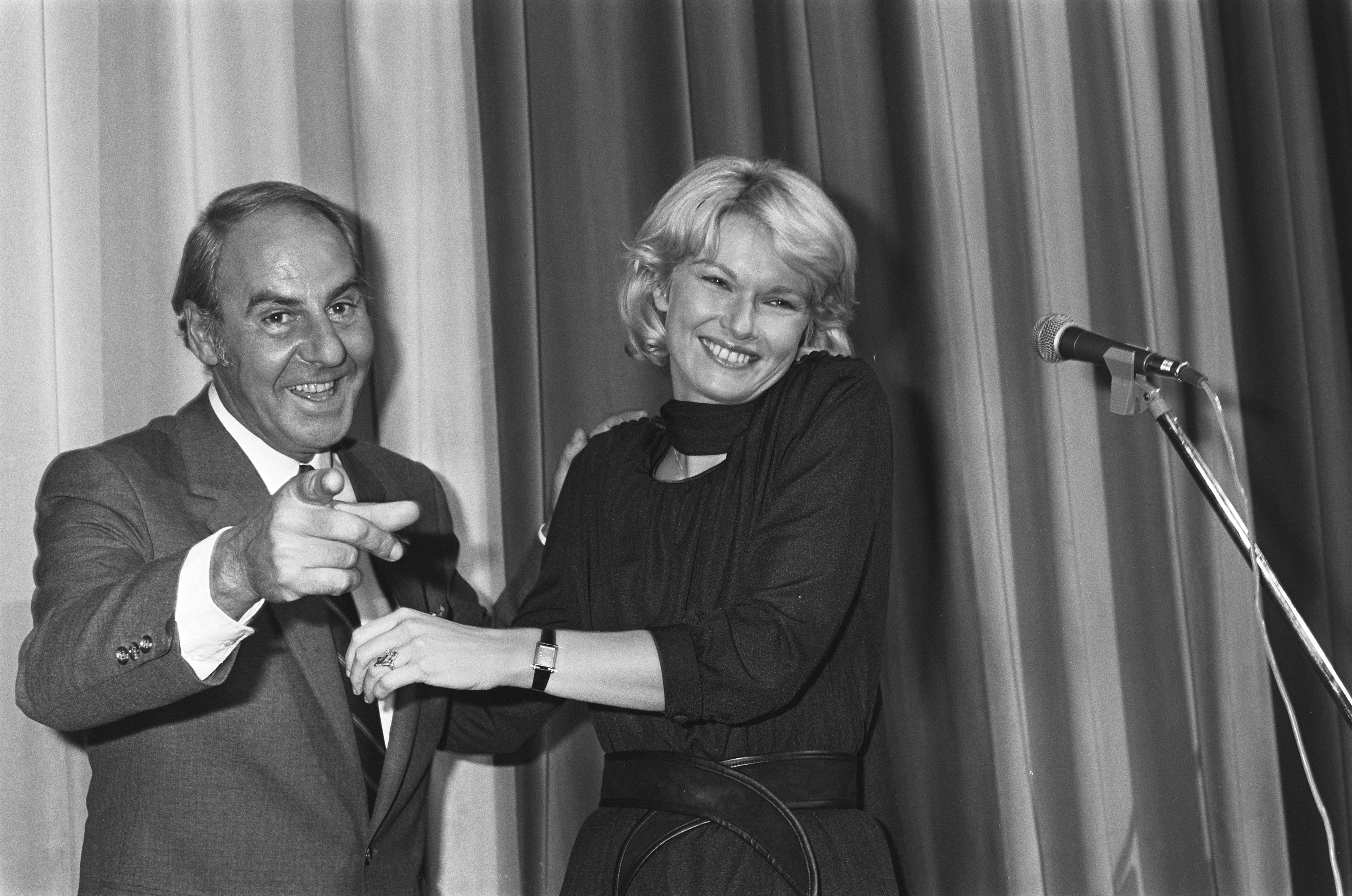
Willem Duys et Martine Bijl lors de la présentation du Gouden Televizier-Ring en 1980.

Martine Bijl est découverte en 1965 par le producteur et présentateur de télévision Willem Duys. Elle interprète des chansons néerlandaises originales mais aussi des traductions de chansons françaises d'Anne Sylvestre et de Barbara.
Elle représente les Pays-Bas à la Coupe d'Europe du tour de chant en 1966.